# بهناز ذاکری
بهناز ذاکری (زادهٔ ۲ خرداد ۱۳۲۹ در تهران) موسیقی‌دان، نوازنده سنتور و آهنگساز ایرانی است.

## زندگی هنری
بهناز ذاکری ۲ خرداد سال ۱۳۲۹ در تهران متولد شد. پس از دوران ابتدایی به هنرستان موسیقی ملی راه یافت و ساز سنتور را ابتدا نزد «ارفع اطرایی» و پس از آن نزد «فرامرز پایور» فراگرفت. او همچنین نوازندگی ساز «تمبک» را تحت تعلیم «محمد اسماعیلی» آموخت و نواختن سازهای «پیانو» و «قیچک» را نیز به عنوان ساز دوم در هنرستان موسیقی دنبال کرد.
وی در زمان تحصیل در هنرستان موسیقی همکاری خود را با گروه موسیقی بانوان به سرپرستی «افلیا پرتو» و گروه تمبک به سرپرستی «محمد اسماعیلی» آغاز کرد. او پس از پایان تحصیل در هنرستان موسیقی به دانشکده هنرهای زیبای دانشگاه تهران راه یافت و تحصیلات عالی موسیقی خود را پی گرفت. پایان‌نامه دانشگاهی او همکاری علمی هنری با «محمدرضا لطفی» بود.
از استادان وی می‌توان به هنرمندانی نظیر «نورعلی برومند»، «داریوش صفوت»، «محمدتقی مسعودیه»، «علیرضا مشایخی»، «شاهین فرهت»، «پری برکشلی»، «مصطفی کمال پورتراب» و «احمد پژمان» اشاره نمود. او در سال ۱۳۵۰ به همراه ارکستر بزرگ رادیو، چهارمضراب ماهور «درویش خان» با تنظیم «فریدون شهبازیان» را اجرا کرد. وی پس از انقلاب ۱۳۵۷ ایران اولین کنسرت بانوان بدون خواننده را در سال ۱۳۷۱ با دو گروه «سماعی» و «گلبانگ» سرپرستی کرد. «مسعود لقاء» نوازنده «فلوت» و «آزاده لقاء» نوازنده «دف» و «نازیلا لقاء» نوازنده «ویلن» و «کمانچه» و کامبیز لقاء کارشناس ارشد معماری، همسر و فرزندان او هستند.
در چهاردهمین جشن خانه موسیقی ایران بهناز ذاکری به همراه چند بانوی موسیقی‌دان دیگر مورد تجلیل قرار گرفت. همچنین در مرداد ۱۳۹۴ در سومین نشست آموزشی پ‍ژوهشی موسیقی دستگاهی ایران توسط سازمان فرهنگی هنری شهرداری تهران، از بهناز ذاکری به همراه مجید کیانی، اسماعیل تهرانی، داریوش سالاری و میلاد کیایی تقدیر به عمل آمد.

## فعالیت‌های هنری
از جمله فعالیت‌های هنری بهناز ذاکری به موارد زیر می‌توان اشاره نمود:
تدریس در هنرستان موسیقی، تدریس در دانشگاه جامع علمی کاربردی، همکاری با گروه موسیقی بانوان به سرپرستی «افلیا پرتو»، همکاری با گروه تمبک به سرپرستی «محمد اسماعیلی»، همکاری با ارکستر سازهای ملی به رهبری «مهدی مفتاح»، همکاری با گروه موسیقی «سماعی» به سرپرستی «محمدرضا لطفی» و «حسن ناهید»، همکاری با گروه موسیقی «وزیری» سرپرستی «فریدون شهبازیان» و «فرهاد فخرالدینی»، همکاری با ارکستر ملی ایران به رهبری «فرهاد فخرالدینی»، سرپرستی گروه موسیقی «سماعی» و «گلبانگ»، اجرای کنسرت در کشورهایی نظیر «آلمان»، «اتریش»، «رومانی»، «یونان»، «چین»، «سوئیس»، «فیلیپین»، «استرالیا»، «ترکیه»، «ترکمنستان» و «مجارستان»، عضویت در هیئت انتخاب جشنواره موسیقی جوان، عضویت در هیئت داوران جشنواره سرود و موسیقی شمسه، عضویت در هیئت داوران جشنواره موسیقی فجر

## آثار هنری
برخی از آثار هنری بهناز ذاکری به شرح زیر است:
- آلبوم موسیقی «شور و نوا» به همراهی تمبک «محمد اسماعیلی» ۱۳۸۳[۱۱]
- جزوه اتود برای سنتور
- دوئت‌های شور و اصفهان
- فانتزی فلوت و سنتور
- روش نویسی وگسترش کتاب «دستور سنتور» «فرامرز پایور»
- کتاب «پرواز» مجموعه پیش‌درآمد، رِنگ و قطعات ضربی، انتشارات چکاد هنر ۱۳۹۱[۱۲][۱۳]
- کتاب «شور و شیدایی» مجموعه پیش‌درآمد، رِنگ و قطعات ضربی، انتشارات چکاد هنر ۱۳۹۱[۱۳][۱۴]
- آلبوم موسیقی «دونوازی سنتور و تنبک» (اجرای هفت دستگاه و پنج آواز) به همراهی تمبک «کامران یعقوبی» ۴ سی دی مؤسسه فرهنگی هنری نغمه هزار دستان ۱۳۹۲[۱۵]
- کتاب «روش نوین آموزش سنتور» انتشارات موسیقی عارف ۱۳۹۳[۱۶]